# Dipartimento S
Dipartimento S (Department S) è una serie televisiva britannica in 28 episodi trasmessi per la prima volta nel corso di 2 stagioni dal 1969 al 1970. È una serie di spionaggio incentrata sulle vicende di tre agenti segreti britannici.

## Trama
Jason King (personaggio poi protagonista dello spin-off Jason King, 1971-1972), Stewart Sullivan, e Annabelle Hurst sono agenti di un reparto speciale della Interpol, il Dipartimento S, con sede a Parigi. Il responsabile del dipartimento è Sir Curtis Seretse, zio di Annabelle.
La sezione indaga sui casi di criminalità a livello internazionale che altre agenzie non sono in grado di risolvere. Sullivan, uno statunitense, è responsabile sul campo per il trio di agenti e prende istruzioni direttamente da Seretse mentre il playboy Jason King (un autore di romanzi gialli precedentemente sposato con una donna di nome Marion, morta poi in un incidente aereo) è l'uomo d'azione. La Hurst è un'esperta di computer che svolge perlopiù il ruolo di analista nelle indagini anche se prende parte sul campo in molte missioni e appare in molti travestimenti seducenti e glamour. Nel corso della serie intercorrono accenni di interesse romantico tra Sullivan e Hurst.

## Personaggi e interpreti
- Jason King (28 episodi, 1969-1970), interpretato da Peter Wyngarde.
- Stewart Sullivan (28 episodi, 1969-1970), interpretato da Joel Fabiani.
- Annabelle Hurst (28 episodi, 1969-1970), interpretata da Rosemary Nicols.
- Sir Curtis Seretse (28 episodi, 1969-1970), interpretato da Dennis Alaba Peters.
- Henry Smith (3 episodi, 1969), interpretato da Basil Dignam.

## Produzione
La serie, ideata da Dennis Spooner e Monty Berman, fu prodotta da Scoton e Incorporated Television Company e girata negli Associated British Elstree Studios a Borehamwood in Inghilterra. Le musiche furono composte da Edwin Astley.

### Registi
Tra i registi sono accreditati:
- Cyril Frankel in 9 episodi (1969-1970)
- John Gilling in 7 episodi (1969-1970)
- Ray Austin in 4 episodi (1969)
- Paul Dickson in 3 episodi (1969-1970)
- Leslie Norman in 3 episodi (1970)

### Sceneggiatori
Tra gli sceneggiatori sono accreditati:
- Monty Berman in 13 episodi (1969-1970)
- Dennis Spooner in 13 episodi (1969-1970)
- Philip Broadley in 10 episodi (1969-1970)
- Tony Williamson in 5 episodi (1969-1970)
- Harry W. Junkin in 4 episodi (1969-1970)
- Leslie Darbon in 3 episodi (1969-1970)
- Gerald Kelsey in 2 episodi (1969-1970)
- Donald James in 2 episodi (1969)
- Terry Nation in 2 episodi (1969)

## Distribuzione
La serie fu trasmessa nel Regno Unito dal 9 marzo 1969 al 24 marzo 1970 sulla rete televisiva Associated Television. In Italia è stata trasmessa su emittenti locali con il titolo Dipartimento S. È stata distribuita anche in Francia con il titolo Département S.

## Episodi
| Stagione         | Episodi | Prima TV Regno Unito |
| ---------------- | ------- | -------------------- |
| Prima stagione   | 8       | 1969                 |
| Seconda stagione | 20      | 1969-1970            |